# 老農津貼
老農津貼，在中華民國（台灣）年滿65歲，曾加入過農保滿15年以上之農民，並符合老年農民福利津貼暫行條例第3條之規定者，可向所屬農會申請老農津貼，每月領取新臺幣7,000元，發放其至死亡當月為止。老農津貼為立委戴振耀在1995年推動及促成立法院「老年農民福利津貼暫行條例」李登輝時代三讀通過，陳水扁及馬英九總統繼續增加津貼金額。

## 法條沿革
- 1995年5月31日公佈，滿6個月以上之農民，每月新臺幣3,000元。[1]
- 2003年12月17日公佈，每月新臺幣4,000元。[2]
- 2005年12月28日公佈，每月新臺幣5,000元。[3]
- 2007年8月8日公佈，每月新臺幣6,000元。[4]
- 2011年12月21日公佈，自2012年1月1日起調整為每月新臺幣7,000元，其後每4年依消費者物價指數成長率調整發放金額，但成長率為零或負數時，不予調整。修正條文對於2013年之後新增的老農設有排富條款（排富規定）[5]。[6]
- 2013年1月起，實施排富規定（排富條款），排新不排舊[7][8]。
- 2014年7月16日起，修訂農保需滿15年以上之資格[9]。

## 老農津貼發放統計
| 年度   | 年度津貼給付            | 12月份農民人數 | 年度老農津貼           | 12月份漁民人數 | 年度老漁民津貼         |
| 2007年 | 新臺幣45,710,902,264元  | 678,085人      | 新臺幣43,934,393,407元 | 28,960人       | 新臺幣1,776,508,857元  |
| 2008年 | 新臺幣50,918,357,370元  | 676,913人      | 新臺幣48,666,057,023元 | 33,118人       | 新臺幣2,252,300,347元  |
| 2009年 | 新臺幣50,843,201,687元  | 669,688人      | 新臺幣48,318,058,856元 | 36,620人       | 新臺幣2,525,142,831元  |
| 2010年 | 新臺幣50,535,153,344元  | 657,256人      | 新臺幣47,794,579,844元 | 38,887人       | 新臺幣2,740,573,500元  |
| 2011年 | 新臺幣49,616,709,384元  | 643,660人      | 新臺幣46,737,202,384元 | 40,977人       | 新臺幣2,879,507,000元  |
| 2012年 | 新臺幣56,360,067,479元  | 631,597人      | 新臺幣52,845,123,479元 | 43,273人       | 新臺幣3,514,944,000元  |
| 2013年 | 新臺幣56,261,115,101元  | 619,558人      | 新臺幣52,515,379,286元 | 45,437人       | 新臺幣3,745,735,815元  |
| 2014年 | 新臺幣55,290,922,734 元 | 603,467人      | 新臺幣51,349,110,734元 | 48,015人       | 新臺幣3,941,812,000元  |
| 2015年 | 新臺幣54,075,930,579元  | 588,213人      | 新臺幣49,939,649,579元 | 50,121人       | 新臺幣4,136,281,000元  |
| 2016年 | 新臺幣54,755,605,485元  | 574,488人      | 新臺幣50,270,518,765元 | 52,841人       | 新臺幣4,485,086,720元  |
| 2017年 | 新臺幣53,851,837,903元  | 559,418人      | 新臺幣49,129,804,343元 | 55,260人       | 新臺幣4,722,033,560元  |
| 2018年 | 新臺幣52,653,533,381元  | 543,960人      | 新臺幣47,728,341,981元 | 57,558人       | 新臺幣4,925,191,400元  |
| 2019年 | 新臺幣51,527,185,712元  | 529,319人      | 新臺幣46,415,072,240元 | 59,544人       | 新臺幣5,112,113,472元  |
| 2020年 | 新臺幣52,309,185,774元  | 515,898人      | 新臺幣46,819,940,266元 | 61,650人       | 新臺幣5,489,245,508元  |
| 2021年 | 新臺幣51,357,121,488元  | 501,110人      | 新臺幣45,675,175,922元 | 63,521人       | 新臺幣5,681,945,566 元 |
| ------ | ----------------------- | -------------- | ---------------------- | -------------- | ---------------------- |

資料來源：中華民國內政部統計年報

## 相關
- 國民年金老年基本保證年金（年滿65歲，但不具老農津貼請領資格者）

## 爭議
台灣目前農業勞動人口不到55萬，每月有70萬人領老農津貼，排富條款通過之後仍有62萬人領老農津貼，每月支付新臺幣45億元。
農民身份認定寬鬆，只要加保6個月就可以領津貼到死。有人94歲才務農，也可以領老農津貼。
暫行條例條例持續20多年，仍非正式法令，但是已經列入制度性依據物價指數調漲，不需要檢討及監督。
2020-01-20，勞動部勞工保險局，老農津貼 FAQ
1. 您如果符合下列各項申領條件就可以領取老農津貼：
(1) 年滿65歲國民，在國內設有戶籍，且於最近3年內每年居住超過183天。
(2) 申領時參加農保且年資合計15年以上者，可領取全額津貼新臺幣7,550元；103年7月17日(含當日)以前已參加農保，且持續加保，於申領時加保年資合計6個月以上未滿15年者，可領取半額津貼新臺幣3,775元。
(3) 申領老農津貼之同一期間未領取政府發放之生活補助或津貼。
(4) 已領取社會保險老年給付且符合(1)至(3)項條件者，於87年11月12日以前已參加農保且加保年資未中斷。
(5) 自102年1月1日起，始申請領取老農津貼之老年農民，財稅機關提供中央主管機關公告年度之農業所得以外之個人綜合所得稅各類所得總額合計未逾新臺幣50萬元，或扣除「農業用地」、「尚未徵收及補償之公共設施保留地」、「農舍」、「無農舍且實際居住之唯一房屋及土地」、「未產生經濟效益之原住民保留地」及「未產生經濟效益具公用地役關係之現有道路」後，個人所有之土地及房屋價值合計未逾新臺幣500萬元者，得領取老農津貼(無農舍且實際居住之唯一房屋之房屋評定標準價格及其土地公告現值合計未超過新臺幣400萬元者，得按其價值全數扣除；超過者，以扣除新臺幣400萬元為限)。
2. 如果您符合以上申領條件，請於年滿65歲當月主動檢附國民身分證、農會信用部或郵局存簿及印章，至您所屬的基層農會提出申請。
3. 經審查合格，每個月可以領取新臺幣7,550元或新臺幣3,775元。

## 外部連結
- 勞動部勞工保險局全球資訊網-福利津貼-申請業務
- 老年農民福利津貼暫行條例 法務部全國法規資料庫

1. ↑  華總（一）義字第三四九九號
2. ↑  華總一義字第○九二○○二三五五九一號
3. ↑  華總一義字第09400212611號
4. ↑  華總一義字第09600103211號
5. ↑  何孟奎. . 中央社. 2011-12-02  [2012-01-08]. （原始内容存档于2013-03-15）.
6. ↑  華總一義字第10000283801號
7. ↑  耿豫仙.老農津貼拍板 增設排富條款.大紀元.2011-10-17 的存檔，存档日期2012-01-09.
8. ↑  魏紜鈴.老農津貼變7千 2月首次入帳 （页面存档备份，存于）.中央社.2012-01-03
9. ↑  總統華總一義字第10300105341號令修正公布老農津貼第3條條文.中華民國總統府 （页面存档备份，存于）
10. ↑  中華民國內政部統計月報網站 （页面存档备份，存于）.勞動部勞工保險局.2022-06-01